# Écolinguistique
 (octobre 2015).
En linguistique, l’écolinguistique est l’étude des langues et de leurs différences en relation avec les idéologies et modes de vie, en particulier leurs impacts écologiques. C'est un cadre de recherche récent qui élargit la sociolinguistique pour prendre en compte non seulement la société au sein de laquelle une langue est parlée, mais les conséquences de la langue et de la culture, via le mode de vie, sur l'écologie locale ou globale.

## Origine et développement
L’article de Michael Halliday New ways of Meaning: the challenge to applied linguistics (1990) est souvent considéré comme l'origine de la considération par les linguistes des effets du langage notamment sur le contexte écologique. Entre autres, le défi mis en avant par Halliday était d’adapter la linguistique aux problèmes du XXIe siècle, en particulier à la destruction massive d’écosystèmes. L’exemple phare donné par Halliday a été la notion d'economic growth (croissance économique). Il décrit ainsi comment les connotations positives de termes comme forte, croître, grande ou  bonne en anglais donnent un aspect positif à la croissance, malgré ses évidentes conséquences destructives sur la nature et la vie, si bien que d'innombrables textes nous répètent chaque jour ce simple message : la croissance est bonne.
Depuis les premières remarques d’Halliday, le champ de l’écolinguistique s’est considérablement développé, en premier lieu vers l’analyse de l’impact écologique qu’ont certains discours plutôt que l’impact qu’ont les langues en général[réf. souhaitée]. Il existe aujourd'hui deux approches écolinguistiques principales nommées simplement écologie linguistique et analyse du discours écocritique[réf. souhaitée]. Le principal forum en ligne de recherche écolinguistique Language & Ecology Research Forum définit ainsi ce domaine :

« L’écolinguistique examine l’influence du langage sur la capacité de ce dernier à rendre possible la cohabitation durable des humains entre eux, avec d’autres organismes et avec leur environnement naturel. Le champ des recherches s’étend de l’impact du discours publicitaire qui encourage une consommation destructrice pour l’environnement, jusqu’au pouvoir de la poésie sur la nature qui encourage le respect du monde naturel. »

## Analyse du discours écocritique
L’analyse du discours écocritique comprend – mais n’est pas limitée à – l’analyse de discours critiques relatifs à l'environnement et à l'écologie, afin de révéler des hypothèses et messages tacites, et commente l’efficacité de ces derniers dans une optique d’accomplissement écologiques (e.g. Stibbe 2012, Harré et al. 1999). Dans sa forme la plus complète, elle comprend l’analyse de tout discours ayant des conséquences potentielles sur les futurs écosystèmes, comme le discours économique néolibéral et les constructions discursives du consumérisme, du genre, de la politique, de l'agriculture et de la nature (par exemple Goatly, 2000 et Stibbe, 2004). L’analyse du discours écocritique ne se contente pas de dévoiler les idéologies potentiellement destructrices, mais tente aussi de trouver des représentations discursives pouvant contribuer à une société plus écoresponsable. Les buts et les techniques d’approches telles que la sémiotique écologique (Selvamony 2007), la communication écologique et l’écocritique sont très similaires à celles de l’analyse du discours écocritique.

## Écologie linguistique
Le terme d’« écologie linguistique » a été utilisé pour la première fois dans un article sur « la situation du langage » en Arizona (Voegelin, Voegelin and Schutz, 1967). Il a été apporté par Einar Haugen, qui a inventé une forme de linguistique utilisant la métaphore d’un écosystème pour décrire les relations au sein des différentes formes de langages présentes dans le monde, et des groupes de populations qui les parlent. Que l’écologie linguistique soit une forme d’écolinguistique ou qu’elle soit plus conformément caractérisée comme sociolinguistique est sujet à controverse. 
L’écologie linguistique s’intéresse à la façon dont les langages interagissent entre eux et aux endroits où ils sont parlés, et milite fréquemment pour la préservation des langages en voie de disparition, en faisant l’analogie avec la préservation des espèces biologiques. Certains affirment qu’il ne s’agit pas d’écolinguistique car l’écologie linguistique se concentre sur le langage plutôt que sur de véritables écosystèmes biologiques ou physiques. Cependant, d’autres affirment que séparer l’écologie linguistique de l’écolinguistique serait réductionniste (Steffensen, 2007), car la forte diversité linguistique est associée à la forte diversité biologique (voir Bastardas-Boada, 2002) ; la relation entre la diversité linguistique et la biodiversité tend à prendre de l’importance puisque les connaissances sur une écologie locale sont intégrées dans les formes du langage local et donc menacées lorsque le langage local est menacé lui-même par un autre langage dominant (voir Mühlhäusler, 1995). Le compromis trouvé est de considérer l’écologie linguistique comme une forme d’écolinguistique si la « fin » est la préservation de véritables écosystèmes soutenant la vie et les « moyens » sont la préservation de la diversité linguistique, mais comme une forme de sociolinguistique si la diversité linguistique en est la seule « fin » (Stibbe, 2010).